# Olympische Geschichte Nigers
| Gelbes Symbol für Goldmedaillen mit stilisierten Olympischen Ringen | Graues Symbol für Silbermedaillen mit stilisierten Olympischen Ringen | Braundes Symbol für Bronzemedaillen mit stilisierten Olympischen Ringen |
| ------------------------------------------------------------------- | --------------------------------------------------------------------- | ----------------------------------------------------------------------- |
| —                                                                   | 1                                                                     | 1                                                                       |

Niger, dessen NOK, das Comité Olympique et Sportif National du Niger, 1964 gegründet und im selben Jahr vom IOC anerkannt wurde, nimmt seit 1964 an Olympischen Sommerspielen teil. 1976 schloss man sich dem afrikanischen Boykott der Spiele von Montreal an. 1980 blieb die nigrische Mannschaft den Spielen von Moskau fern. Zu Winterspielen wurden bislang keine Athleten geschickt.

## Übersicht

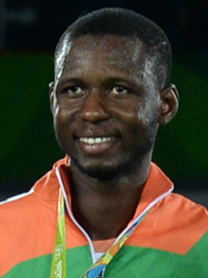
Abdoulrazak Issoufou Alfaga gewinnt 2016 Silber im Taekwondo

Die olympische Premiere Nigers fand bei den Spielen von Tokio 1964 statt. Der erste, und in Tokio einzige, Olympionike des Landes war der Weltergewichtsboxer Issaka Daboré, der am 12. Oktober 1964 zu seinem ersten Kampf antrat und sich bis ins Viertelfinale vorkämpfen konnte. Auch zu den folgenden Spielen 1968 in Mexiko-Stadt und 1972 in München wurden nur Boxer entsandt. In München konnte Daboré, diesmal im Halbweltergewicht, die erste olympische Medaille für Niger gewinnen. Nach seiner Halbfinalniederlage wurde er mit der Bronzemedaille geehrt.
1976 und 1980 folgte der Niger den Boykottaufrufen der afrikanischen Länder bzw. der USA und entsandte keine Sportler nach Montreal und Moskau. Erst 1984 in Los Angeles kehrte der Niger zurück auf die olympische Bühne, diesmal erstmals auch mit Leichtathleten.
Bei den folgenden Austragungen der Olympischen Spiele blieb der Niger erfolglos, kein Teilnehmer konnte sich für eine weitere Runde qualifizieren. 1996 in Atlanta nahm mit der erst 14 Jahre alten Leichtathletin Rachida Mahamane erstmals eine Frau aus dem Niger an Olympischen Spielen teil. 2000 in Sydney nahmen erstmals nigrische Schwimmer teil, 2004 in Athen ein Judoka, 2012 in London ein Ruderer.
Die Erfolglosigkeit nigrischer Teilnehmer endete 2016 in Rio de Janeiro mit dem Gewinn der Silbermedaille durch den Taekwondoin Abdoulrazak Issoufou Alfaga im Schwergewicht.
Bei den Spielen in Paris 2024 nahm mit Evann Girault erstmals in der olympischen Geschichte des Landes  ein Fechter teil.

## Übersicht der Teilnehmer

### Sommerspiele
| Jahr      | Athleten           | Athleten           | Athleten           | Sportarten         | Sportarten         | Sportarten         | Sportarten         | Sportarten         | Sportarten         | Sportarten         | Medaillen          | Medaillen          | Medaillen          | Medaillen          | Rang               |
| Jahr      | Gesamt             |                    |                    |                    |                    |                    |                    |                    |                    |                    |                    |                    |                    | Medaillen – Gesamt | Rang               |
| --------- | ------------------ | ------------------ | ------------------ | ------------------ | ------------------ | ------------------ | ------------------ | ------------------ | ------------------ | ------------------ | ------------------ | ------------------ | ------------------ | ------------------ | ------------------ |
| 1896–1960 | nicht teilgenommen | nicht teilgenommen | nicht teilgenommen | nicht teilgenommen | nicht teilgenommen | nicht teilgenommen | nicht teilgenommen | nicht teilgenommen | nicht teilgenommen | nicht teilgenommen | nicht teilgenommen | nicht teilgenommen | nicht teilgenommen | nicht teilgenommen | nicht teilgenommen |
| 1964      | 1                  | 1                  | 0                  | 1                  |                    |                    |                    |                    |                    |                    |                    |                    |                    |                    |                    |
| 1968      | 2                  | 2                  | 0                  | 2                  |                    |                    |                    |                    |                    |                    |                    |                    |                    |                    |                    |
| 1972      | 4                  | 4                  | 0                  | 4                  |                    |                    |                    |                    |                    |                    |                    |                    | 1                  | 1                  | 43                 |
| 1976–1980 | nicht teilgenommen | nicht teilgenommen | nicht teilgenommen | nicht teilgenommen | nicht teilgenommen | nicht teilgenommen | nicht teilgenommen | nicht teilgenommen | nicht teilgenommen | nicht teilgenommen | nicht teilgenommen | nicht teilgenommen | nicht teilgenommen | nicht teilgenommen | nicht teilgenommen |
| 1984      | 4                  | 4                  | 0                  | 2                  |                    |                    | 2                  |                    |                    |                    |                    |                    |                    |                    |                    |
| 1988      | 6                  | 6                  | 0                  | 3                  |                    |                    | 3                  |                    |                    |                    |                    |                    |                    |                    |                    |
| 1992      | 3                  | 3                  | 0                  |                    |                    |                    | 3                  |                    |                    |                    |                    |                    |                    |                    |                    |
| 1996      | 3                  | 2                  | 1                  |                    |                    |                    | 3                  |                    |                    |                    |                    |                    |                    |                    |                    |
| 2000      | 4                  | 2                  | 2                  |                    |                    |                    | 2                  |                    | 2                  |                    |                    |                    |                    |                    |                    |
| 2004      | 4                  | 3                  | 1                  |                    |                    | 1                  | 2                  |                    | 1                  |                    |                    |                    |                    |                    |                    |
| 2008      | 4                  | 2                  | 2                  |                    |                    |                    | 2                  |                    | 2                  |                    |                    |                    |                    |                    |                    |
| 2012      | 6                  | 4                  | 2                  | 1                  |                    | 1                  | 2                  | 1                  | 1                  |                    |                    |                    |                    |                    |                    |
| 2016      | 6                  | 4                  | 2                  |                    |                    | 1                  | 2                  |                    | 2                  | 1                  |                    | 1                  |                    | 1                  | 69                 |
| 2020      | 7                  | 4                  | 3                  |                    |                    | 1                  | 2                  |                    | 2                  | 2                  |                    |                    |                    |                    |                    |
| 2024      | 7                  | 5                  | 2                  |                    | 1                  | 1                  | 1                  |                    | 2                  | 2                  |                    |                    |                    |                    |                    |
| Gesamt    | Gesamt             | Gesamt             | Gesamt             | Gesamt             | Gesamt             | Gesamt             | Gesamt             | Gesamt             | Gesamt             | Gesamt             | 0                  | 1                  | 1                  | 2                  |                    |

### Winterspiele
| Jahr      | Athleten           | Athleten           | Athleten           | Sportarten         | Medaillen          | Medaillen          | Medaillen          | Medaillen          | Rang |
| Jahr      | Gesamt             |                    |                    | Sportarten         |                    |                    |                    | Medaillen – Gesamt | Rang |
| --------- | ------------------ | ------------------ | ------------------ | ------------------ | ------------------ | ------------------ | ------------------ | ------------------ | ---- |
| 1924–2022 | nicht teilgenommen | nicht teilgenommen | nicht teilgenommen | nicht teilgenommen | nicht teilgenommen | nicht teilgenommen | nicht teilgenommen | nicht teilgenommen |      |
| Gesamt    | Gesamt             | Gesamt             | Gesamt             | Gesamt             | 0                  | 0                  | 0                  | –                  |      |

## Medaillengewinner

### Goldmedaillen
Bislang (Stand 2024) keine Medaillengewinner.

### Silbermedaillen
| Name                        | Spiele              | Sportart  | Disziplin     |
| --------------------------- | ------------------- | --------- | ------------- |
| Abdoulrazak Issoufou Alfaga | 2016 Rio de Janeiro | Taekwondo | Schwergewicht |

### Bronzemedaillen
| Name          | Spiele       | Sportart | Disziplin         |
| ------------- | ------------ | -------- | ----------------- |
| Issaka Daboré | 1972 München | Boxen    | Halbweltergewicht |

## Medaillen nach Sportart
| Sportart  | Gold | Silber | Bronze | Gesamt |
| Taekwondo | 0    | 1      | 0      | 1      |
| Boxen     | 0    | 0      | 1      | 1      |
| Gesamt    | 0    | 1      | 1      | 2      |